# Neuve-Maison
Neuve-Maison és un municipi francès situat al departament de l'Aisne i a la regió dels Alts de França. L'any 2007 tenia 629 habitants.

## Demografia

### Població
El 2007 la població de fet de Neuve-Maison era de 629 persones. Hi havia 232 famílies de les quals 64 eren unipersonals (8 homes vivint sols i 56 dones vivint soles), 52 parelles sense fills, 84 parelles amb fills i 32 famílies monoparentals amb fills.
La població ha evolucionat segons el següent gràfic:
Habitants censats

### Habitatges
El 2007 hi havia 263 habitatges, 241 eren l'habitatge principal de la família, 8 eren segones residències i 14 estaven desocupats. 259 eren cases i 3 eren apartaments. Dels 241 habitatges principals, 159 estaven ocupats pels seus propietaris, 75 estaven llogats i ocupats pels llogaters i 7 estaven cedits a títol gratuït; 11 tenien dues cambres, 39 en tenien tres, 60 en tenien quatre i 131 en tenien cinc o més. 180 habitatges disposaven pel capbaix d'una plaça de pàrquing. A 119 habitatges hi havia un automòbil i a 91 n'hi havia dos o més.

### Piràmide de població
La piràmide de població per edats i sexe el 2009 era:
| Homes | Edats   | Dones |
| ----- | ------- | ----- |
| 0     | 95 o +  | 0     |
| 0     | 90 a 94 | 0     |
| 0     | 85 a 89 | 4     |
| 4     | 80 a 84 | 8     |
| 20    | 75 a 79 | 8     |
| 4     | 70 a 74 | 16    |
| 8     | 65 a 69 | 12    |
| 8     | 60 a 64 | 4     |
| 16    | 55 a 59 | 8     |
| 20    | 50 a 54 | 20    |
| 24    | 45 a 49 | 20    |
| 24    | 40 a 44 | 28    |
| 24    | 35 a 39 | 36    |
| 12    | 30 a 34 | 28    |
| 20    | 25 a 29 | 16    |
| 12    | 20 a 24 | 25    |
| 28    | 15 a 19 | 24    |
| 24    | 10 a 14 | 28    |
| 32    | 5 a 9   | 16    |
| 16    | 0 a 4   | 24    |

## Economia
El 2007 la població en edat de treballar era de 398 persones, 278 eren actives i 120 eren inactives. De les 278 persones actives 229 estaven ocupades (125 homes i 104 dones) i 49 estaven aturades (28 homes i 21 dones). De les 120 persones inactives 30 estaven jubilades, 41 estaven estudiant i 49 estaven classificades com a «altres inactius».

### Ingressos
El 2009 a Neuve-Maison hi havia 253 unitats fiscals que integraven 652 persones, la mediana anual d'ingressos fiscals per persona era de 15.143 €.

### Activitats econòmiques
Dels 13 establiments que hi havia el 2007, 1 era d'una empresa alimentària, 1 d'una empresa de fabricació d'altres productes industrials, 4 d'empreses de construcció, 1 d'una empresa de comerç i reparació d'automòbils, 2 d'empreses de transport, 1 d'una empresa de serveis, 1 d'una entitat de l'administració pública i 2 d'empreses classificades com a «altres activitats de serveis».
Dels 6 establiments de servei als particulars que hi havia el 2009, 1 era una oficina de correu, 1 paleta, 2 guixaires pintors, 1 lampisteria i 1 perruqueria.
L'únic establiment comercial que hi havia el 2009 era una floristeria.
L'any 2000 a Neuve-Maison hi havia 12 explotacions agrícoles que ocupaven un total de 612 hectàrees.

## Equipaments sanitaris i escolars
El 2009 hi havia una escola elemental.

## Fills il·lustres
- Samuel Alexandre Rousseau (1853-1904) compositor musical

## Poblacions més properes
El següent diagrama mostra les poblacions més properes.